# Strato di Dua
Lo strato di Dua è una parte della cornea umana. Ha uno spessore di appena 15 micrometri e si trova tra lo stroma della cornea e la membrana di Descemet. Nonostante lo spessore sottile, lo strato è molto forte ed impermeabile all'aria. È abbastanza resistente da poter sopportare una pressione di 200 kilopascal.
Lo strato di Dua è stato scoperto nel 2013 da una squadra di ricercatori sotto la guida del professor Harminder Singh Dua presso l'Università di Nottingham. I ricercatori stavano conducendo una ricerca sul trapianto di occhi provenienti da donatori.